# 羅東博愛醫院
羅東博愛醫院位於台灣宜蘭縣羅東鎮，在這個地區共有三個區域教學醫院，建立於1953年，現為宜蘭縣急重症的後送中心、轉診轉介中心及社區導向的醫療中心。

## 外部連結
- 羅東博愛醫院